# Сарайский, Юрий Николаевич
Сарайский Юрий Николаевич — российский учёный, преподаватель, журналист.

## Биографические вехи
Родился в Ленинграде в 1952 году. Окончил штурманский факультет Академии ГА, работал в качестве штурмана воздушного судна и штурмана авиаэскадрилии в одном из авиапредприятий Якутии.
Заведующий кафедрой №15 Аэронавигации СпбГУГА, доцент, кандидат технических наук. Почетный работник транспорта России.
Создатель научных трудов в области воздушной навигации, эксплуатации воздушного транспорта и проблем современной авиации. Автор более 50 научных работ в области аэронавигации и самолетовождении.
В 1990 г. кафедра №15 Аэронавигации СпбГУГА стала выпускать специалистов ещё по одной специализации, не имеющей аналогов в стране, - "Аэронавигационное обеспечение полетов": важную роль в организации подготовки по этой специализации сыграли ученые Аникин Анатолий Михайлович и Сарайский Юрий Николаевич.

## Публикации в научных журналах и СМИ
Библиографический список публикаций (недоступная ссылка) (Библиотека Санкт-Петербургского университета гражданской авиации).